# Román Torán Albero
Román Torán Albero (* 8. Oktober 1931 in Gijón; † 1. Oktober 2005 in Madrid) war ein spanischer Schachspieler und Autor zahlreicher Bücher zum Themenbereich Schach.
Die spanische Einzelmeisterschaft konnte er zweimal gewinnen: 1951 und 1953. Er spielte bei sechs Schacholympiaden: 1958, 1960, 1968 bis 1974. Außerdem nahm er zweimal an der Europäischen Mannschaftsmeisterschaft (1961 und 1970) teil.
In Spanien spielte er für Real Madrid (1957 und 1959), CA Chardenet Madrid (1960 und 1963), CA Schweppes Madrid (1968 bis 1972, 1974 bis 1976).
Er war FIDE-Vizepräsident von 1982 bis 1990.
| Die zur Anzeige dieser Grafik verwendete Erweiterung wurde dauerhaft deaktiviert. Wir arbeiten aktuell daran, diese und weitere betroffene Grafiken auf ein neues Format umzustellen. (Mehr dazu) |

## Schriften (Auswahl)
- Bronstein: El genio del ajedrez moderno, Ricardo Aguilera, Madrid 1957 (auf Deutsch: David Bronstein: Schöpfergeist der neusten Schachrichung, Amsterdam 1962).
- mit Pablo Morán: La defensa holandesa,  Ricardo Aguilera Editor, Madrid 1958.
- La defensa Merano, Ricardo Aguilera Editor, Madrid 1958.
- Torneo de Candidatos 1965, Ricardo Aguilera, Madrid 1966.
- Temas estratégicos de ajedrez (110 partidas), Bruguera, Barcelona 1974.
- Match Karpov-Korchnoi: campeonato Mundial de ajedrez 1978, Ricardo Aguilera, Madrid 1978.
- Problemas de ajedrez, Bruguera, Barcelona 1980.
- Primer curso de ajedrez, Eseuve, Madrid 1992.
- Segundo curso de ajedrez, Eseuve, Madrid 1996.
- 200 Problemas de ajedrez, Zugarto, Madrid 1999.